# Institute of Mathematical Statistics
L'Institute of Mathematical Statistics (IMS) és una societat professional i acadèmica internacional dedicada al desenvolupament, difusió i aplicació de l'estadística. L'Institut compta amb prop de 4.000 membres a tot el món. A partir de 2005, l'institut va començar a oferir als membres l'associació conjunta amb la Bernoulli Society for Mathematical Statistics and Probability, així com amb l'International Statistical Institute. L'Institut va ser fundat el 1935 per Harry Carver i Henry Rietz, els seus dos membres més actius.

## Publicacions
L'Institut publica cinc revistes:
- Annals of Statistics
- Annals of Applied Statistics
- Annals of Probability
- Annals of Applied Probability
- Statistical Science

També patrocina cinc publicacions:
- Annales de l'Institut Henri Poincaré Arxivat 2017-04-14 a Wayback Machine.
- Bayesian Analysis (Publicat per la Bernoulli Society for Mathematical Statistics and Probability) Arxivat 2016-01-28 a Wayback Machine.
- Bernoulli (Publicat per la Bernoulli Society for Mathematical Statistics and Probability) Arxivat 2017-04-26 a Wayback Machine.
- Brazilian Journal of Probability and Statistics (Publicat per la Brazilian Statistical Association) Arxivat 2017-04-15 a Wayback Machine.
- Stochastic Systems Arxivat 2016-06-16 a Wayback Machine.

## Altres enllaços
Lloc web oficial de l'Institute of Mathematical Statistics Arxivat 2015-08-12 a Wayback Machine.